# Lužine (Republika Serbska)
Lužine (cyr. Лужине) – wieś w Bośni i Hercegowinie, w Republice Serbskiej, w gminie Šipovo. W 2013 roku liczyła 336 mieszkańców.